# Falacia de acentuación
En lógica, la falacia de acentuación es una de las falacias lingüísticas reconocidas por Aristóteles y que era usada por el Oráculo de Delfos. La falacia se construye al realizar una proposición que contiene una parte afirmando o concordando con un tema y otra parte con una objeción o condición. En función de dónde se aplique la fuerza de acentuación se denotará más o menos importancia en un sentido u otro. De esta manera se puede crear una ambigüedad en el sentido de la interpretación.
Este tipo de engaño o falacia así como las verdades a medias se da con mucha frecuencia en política ya que permite al político retractarse de lo dicho si las cosas salen mal.

## Ejemplos
- «Me gustas mucho, cuando estás de buen humor».
- «Estoy de acuerdo con un sistema de votación que sea justo y claro».
- Un periodista le pregunta a un miembro del congreso acerca de si éste está de acuerdo con el nuevo sistema de misiles del presidente. El congresista responde: «Estoy a favor de un sistema de defensa de misiles que efectivamente defienda a nuestro país». Si le da énfasis a la palabra favor estará de acuerdo con el presidente, pero si da énfasis a las palabras que efectivamente defienda significará que no se está de acuerdo con el sistema de misiles del presidente.